# 福島トンネル
福島トンネル（ふくしまトンネル）では、以下のトンネルについて解説する。
1. 東北自動車道のトンネル。
2. 東北新幹線のトンネル。
3. 東北本線のトンネル。

## 福島トンネル（東北自動車道）
福島トンネル（ふくしまトンネル）は、福島県福島市にある東北自動車道のトンネル。東京側から来て東北道で最初のトンネル。（起点・川口JCTから約247km。）愛宕山を貫いている。

### 概要
- 上り線（宇都宮・東京方面）長さ：880m
- 下り線（仙台・青森方面）長さ：909m

※トンネル距離数はトンネル入口手前に設置された標識の記載によるもの。
- 福島松川PAに隣接していること、上り線はこのトンネルまでの約3kmにわたって上り勾配となっていることにより、ゴールデンウィークやお盆などの最混雑期にはこのトンネルを先頭に上下線で5km以上の渋滞になることが多い。
- 現在のトンネル内部の制限速度は法定速度に設定されている。 2004年（平成16年）3月21日までは最高速度は80km/hに制限されていた。開通以来トンネル内の照明に低圧ナトリウムランプが使用されていたが、白色の蛍光灯に更新され、トンネル内の明るさが従来の二倍となったことにより速度制限が撤廃された[1]。なお、東北自動車道で100km/hでの走行が認められているトンネルは、福島トンネルのみである。

### 歴史
- 1975年4月1日：郡山IC - 白石ICの開通と共に供用開始。

### 隣
E4 東北自動車道
(20)二本松IC - 福島松川PA - 福島トンネル - (21)福島西IC

## 福島トンネル（東北新幹線）
東北新幹線の福島盆地南端部にあるトンネル。松川事件のあった場所のすぐ近くを通過している。

### 概要
- 長さ：11,705m
  - 2002年（平成14年）の東北新幹線八戸延伸の際に岩手一戸トンネル(25,808m)が供用され始めるまでの間、開業から20年にわたって線内最長であった。

## 福島トンネル（東北本線）
東北本線のトンネル。主に複線化のときに掘られた。